# Summer Jam (Lied)
Summer Jam (englisch für „Sommerspaß“) ist ein Lied des deutschen Dance-Projekts The Underdog Project, das ursprünglich am 24. Juli 2000 erschien. Das Stück ist die erste Singleauskopplung aus ihrem Debütalbum It Doesn’t Matter und wurde in unregelmäßigen Abständen seit seiner Erstveröffentlichung in verschiedenen Remixversionen wieder veröffentlicht.

## Entstehung und Artwork
Geschrieben wurde das Lied von Stephan Browarczyk, Christoph Brüx, Toni Cottura, Vic Krishna, Shahin Moshirian und Craig Smart. Die Produktion erfolgte unter der Leitung Cotturas. Abgemischt und arrangiert wurde die Single durch Pietro Bertini, Stefano Mattara und Luca Verzeletti. Das Lied wurde unter dem Musiklabel Loop Dance Constructions veröffentlicht und durch Warner/Chappell Music Publishing vertrieben. Die Aufnahme selbst erfolgte am 19. Dezember 1999 in Hamburg.
Zu Summer Jam erschienen insgesamt drei verschiedene Coverbilder. Auf dem herkömmlichen Cover der Maxi-Single ist – neben Künstlernamen und Liedtitel – ein Basketballer, der einen Korb macht, zu sehen. Eine zweite Version zeigt eine Frau bei einer Stranddusche. Beide Coverbilder wurden von Marc Schilkowski designt. Auf einer australischen Maxi-Single sind zwei Männer und zwei Frauen zu sehen, die sich in eine Flut stürzen. Dieses Coverbild wurde von One of a Kind designt.

## Veröffentlichung und Promotion
Die Erstveröffentlichung von Summer Jam erfolgte am 24. Juli 2000 in Deutschland. Kurze Zeit später erfolgte zunächst eine Veröffentlichung in Österreich und der Schweiz, später im gleichen Jahr eine weltweite Veröffentlichung. Die deutsche Maxi-Single beinhaltet neben der Radioversion zwei Remix- und eine A cappellaversion von Summer Jam, sowie das offizielle Musikvideo, als B-Seite. Am 23. Mai 2003 wurde das Stück weltweit unter dem Titel Summer Jam 2003 mit dem Projektnamen „The Underdog Projekt vs. The Sunclub“ in einer neuen Remixversion veröffentlicht. Im gleichen Jahr folgte eine Veröffentlichung einer Winterversion des Liedes mit dem Titel Winter Jam. Am 30. Juli 2010 wurde erneut eine Maxi-Single mit vier neuen Remixversionen zu Summer Jam veröffentlicht. Vier Jahre später erschien ein Remix von Chassio zum Einzeldownload am 5. August 2014. Am 10. Juli 2020 erschien ein offizieller Remix vom deutschen DJ Alle Farben als Einzeltrack zum Download und Streaming. Am 26. Juni 2025 erschien eine gemeinsame Version mit dem deutschen Rapper Azet als Single, die unter den Titel Summer Baby erschien. Zudem wurden im Laufe der Zeit weltweit viele weitere verschiedene Remix-Singles und EPs, die sich alle durch die Auswahl und der Anzahl ihrer B-Seiten unterscheiden, veröffentlicht.
Um das Lied zu bewerben, folgte unter anderem ein Liveauftritt bei den TMF Awards 2007 in Belgien.
Offizielle Remixversionen
- 2000: Summer Jam (2-Step Mix) (Remix durch DJ Wickel)
- 2000: Summer Jam (Dance Movement Extended) (Remix durch Dance Movement)
- 2000: Summer Jam (Dubaholics Wailing Mix) (Remix durch Dubaholics)
- 2000: Summer Jam (Free Hands Club Mix) (Remix durch Free Heads)
- 2000: Summer Jam (Greenfield’s Pancake Jam) (Remix durch Greenfield)
- 2000: Summer Jam (House Rmx) (Remix durch Dennis the Menace)
- 2001: Summer Jam (B-15 Project Remix) (Remix durch B-15 Project)
- 2001: Summer Jam (Mr. Shabz Remix) (Remix durch Mr. Shabz)
- 2003: Summer Jam 2003 (DJ Hardwell Bubbling Mix) (Remix durch Hardwell)
- 2003: Summer Jam (DJ F.R.A.N.K’s Dub) (Remix durch AJ Duncan und DJ F.R.A.N.K.)
- 2003: Summer Jam (Klubbheads Hands Up Mix) (Remix durch Klubbheads)
- 2003: Summer Jam (Naksi vs Brunner Remix) (Remix durch Naksi vs Brunner)
- 2010: Summer Jam (D.O.N.S. Remix) (Remix durch D.O.N.S.)
- 2010: Summer Jam (Eric Chase Edit) (Remix durch Eric Chase)
- 2014: Summer Jam (Chassio Remix) (Remix durch Chassio)
- 2020: Summer Jam (Alle Farben Remix) (Remix durch Alle Farben)

## Inhalt
Der Liedtext zu Summer Jam ist in englischer Sprache verfasst, auf Deutsch übersetzt bedeutet der Titel etwa „Sommerspaß“. Der Liedtext zur winterlichen bzw. weihnachtlichen Version Winter Jam lässt sich als „Winterspaß“ übersetzen. Die Musik wurde von Stephan Browarczyk, Christoph Brüx, Toni Cottura und Shahin Moshirian, der Text von Cottura, Vic Krishna und Craig Smart verfasst. Musikalisch bewegt sich das Lied im Bereich des Freestyles und der Popmusik. Das Tempo beträgt 130 Schläge pro Minute. Als Hauptstimme ist Krishna zu hören, während Smart den Hintergrundgesang beisteuerte. Das Instrumental wurde von DJ Frank und AJ Duncan produziert, wobei letzterer das Keyboard übernahm.
Das Lied beinhaltet ein Sample des Stückes Fiësta de los tamborileros der Band The Sunclub aus dem Jahr 1997. In Summer Jam geht es um einen Mann, der die Sommernächte in vollen Zügen genießt und dabei seine Traumfrau trifft, mit der er einige Unternehmungen erlebt. Im Winter Jam geht es darum, die Zeit in vollen Zügen mit seinen Freunden und seiner Familie zu genießen.
| „This ain’t nothing but a summer jam, bronze skin and cinnamon tans (ohhoho). This ain’t nothing but a summer jam, we’re gonna party as much as we can. Hey-yeah ooh hey-yeah, Summer jam alright.“ – Refrain (Summer Jam), Originalauszug „This ain’t nothing but a winter jam, Good times with family and friends (whoa!) This ain’t nothing but a winter jam, we’re gonna celebrate as much as we can.“ – Refrain (Winter Jam), Originalauszug | „Dies ist nichts anderes als ein Sommerspaß, Bronzehaut und Zimtbräune (ohhoho). Dies ist nichts anderes als ein Sommerspaß, wir feiern solange wie wir durchhalten. Hey-yeah ooh hey-yeah, Sommerspaß, alles klar.“ – Refrain (Summer Jam), Übersetzung „Dies ist nichts anderes als ein Winterspaß, gute Zeiten mit der Familie und mit Freunden (whoa!). Dies ist nichts anderes als ein Winterspaß, wir feiern so viel wie wir können.“ – Refrain (Winter Jam), Übersetzung |

## Musikvideo
Im Musikvideo zu Summer Jam werden mehrere Szenen abwechselnd gezeigt. In einer ist eine Frau im blauen Bikini zu sehen, wie sie sich abduscht. In einer anderen sieht man mehrere junge Frauen, die an der Strandpromenade stehen und auf das Wasser schauen. Hin und wieder werden auch mehrere Sportler gezeigt, die Basketball spielen oder trainieren. Beim Musikvideo zu Summer Jam 2003 handelt es sich um exakt das gleiche Musikvideo wie zu Summer Jam. Die Gesamtlänge des Videos beträgt 3:36 Minuten. Regie führte Patric Ullaeus. Obwohl das Original erst 2007 bei YouTube hochgeladen wurde, zählte es bis Juli 2025 über 15,3 Millionen Aufrufe. Die Remixversion zählte bis Juli 2025 über 92,9 Millionen Aufrufe.
Das Musikvideo zu Summer Jam (Eric Chase Edit) wurde in Miami (Florida) gedreht. Zu sehen ist wie sich Eric Chase tagsüber am Miami Beach und Abends in der Innenstadt von Miami aufhält. Die Gesamtlänge des Videos beträgt 3:34 Minuten. Bis Juli 2025 zählte das Video über 4,9 Millionen Aufrufe bei YouTube.
Im Musikvideo zu Summer Jam (Chassio Remix) ist eine kleine Gruppe junger Menschen zu sehen, die tagsüber den Tag in einem Stadtpark und an einem See verbringen und Abends auf einem Rummel sind. Die Gesamtlänge des Videos beträgt 3:25 Minuten. Bis Juli 2025 zählte das Video über 1,6 Millionen Aufrufe bei YouTube.
Am 13. Juli 2020 feierte das Musikvideo zu Summer Jam (Alle Farben Remix) seine Premiere auf YouTube. Gedreht wurde es am Venice Beach und zeigt drei junge Frauen, die sich im Umfeld des Venice Beachs sportlich betätigen. Die Gesamtlänge des Videos beträgt 3:16 Minuten. Bis Juli 2025 zählte das Video über 5,6 Millionen Aufrufe bei YouTube.
Das Musikvideo zu Summer Baby erschien am 26. Juni 2025 auf der Videoplattform YouTube. Dieses entstand unter der Regie von Matthew Mills und zeigt Azet, der mit Freunden einen Tag am Strand beziehungsweise einem Urlaubsort verbringt. Bis Juli 2025 zählte das Video über 700 Tausend Aufrufe.

## Mitwirkende
| Liedproduktion - Pietro Bertini: Abmischung, Arrangement - Stephan Browarczyk: Komponist - Christoph Brüx: Komponist - Toni Cottura: Komponist, Liedtexter, Musikproduzent - AJ Duncan: Keyboard - DJ Frank: DJ - Vic Krishna: Gesang, Liedtexter - Stefano Mattara: Abmischung, Arrangement - Shahin Moshirian: Komponist - Craig Smart: Hintergrundgesang, Liedtexter - Luca Verzeletti: Abmischung, Arrangement | Artwork - One of a Kind: Artwork (Coverbild Australien) - Marc Schilkowski: Artwork (Coverbild) - Patric Ullaeus: Regisseur (Musikvideo) Unternehmen - Loop Dance Constructions: Musiklabel - Warner/Chappell Music Publishing: Vertrieb |

## Rezeption
Diana Moes VandeHoef von der Musikwebsite Allmusic bewertete das Album It Doesn’t Matter mit zwei von fünf Sternen. Das Stück Summer Jam würde alles über das Album aussagen, da sich die restlichen Lieder diesem gleichen würden. Das Lied erlangte vor allem an weiterführenden Schulen (Highschool) sowie Universitäten an großer Beliebtheit. Summer Jam erzähle von „gläzend-gebräunten Körpern“, die zusammen unter der „selben heißen Sonne wackeln“. Inhaltlich sei das Stück nicht „tiefgründig“, doch der „gedämpft Techno-Beat“ sei „überraschend angenehm“.

## Kommerzieller Erfolg

### Chartplatzierungen

#### Summer Jam
Summer Jam erreichte in Deutschland Rang drei der Singlecharts und konnte sich sieben Wochen in den Top 10 und 17 Wochen in den Charts platzieren. In den deutschen Airplaycharts erreichte das Lied für drei Wochen die Chartspitze. In Österreich erreichte die Single Rang zehn und konnte sich eine Woche in den Top 10 sowie zehn Wochen in den Charts platzieren. In der Schweizer Hitparade erreichte die Single in 18 Chartwochen mit Rang 17 seine höchste Chartnotierung und im Vereinigten Königreich in einer Chartwoche mit Rang 92 der Charts. 2000 platzierte sich Summer Jam auf Rang 25 der deutschen Single-Jahrescharts sowie auf Rang 90 in der Schweiz. Summer Jam ist weltweit der erste Charterfolg für das Underdog Project.
| ChartsChartplatzierungen     | Höchstplatzierung | Wochen |
| ---------------------------- | ----------------- | ------ |
| Deutschland (GfK)            | 3 (17 Wo.)        | 17     |
| Österreich (Ö3)              | 10 (10 Wo.)       | 10     |
| Schweiz (IFPI)               | 17 (18 Wo.)       | 18     |
| Vereinigtes Königreich (OCC) | 92 (1 Wo.)        | 1      |

| ChartsJahrescharts (2000) | Platzierung |
| ------------------------- | ----------- |
| Deutschland (GfK)         | 25          |
| Schweiz (IFPI)            | 90          |

#### Summer Jam 2003
Summer Jam 2003 erreichte in Deutschland Rang 86 der Singlecharts und konnte sich zwei Wochen in den Charts platzieren. In der Schweiz erreichte die Single in acht Chartwochen mit Rang 24 seine höchste Chartnotierung und im Vereinigten Königreich in sechs Chartwochen mit Rang 14. Des Weiteren erreichte die Single Platz eins in Belgien (Flandern und Wallonien) und den Niederlanden. Summer Jam 2003 ist der vierte Charterfolg für das Underdog Project in Deutschland sowie jeweils der zweite in der Schweiz und dem Vereinigten Königreich.
| ChartsChartplatzierungen     | Höchstplatzierung | Wochen |
| ---------------------------- | ----------------- | ------ |
| Deutschland (GfK)            | 86 (2 Wo.)        | 2      |
| Schweiz (IFPI)               | 24 (8 Wo.)        | 8      |
| Vereinigtes Königreich (OCC) | 14 (6 Wo.)        | 6      |

#### Summer Baby
Summer Baby steig am 4. Juli 2025 auf Rang 18 der deutschen Singlecharts ein. Während es für Azet zum 80. Charthit avancierte, erreichte das Underdog Project hiermit zum fünften Mal die Charts.
| ChartsChartplatzierungen | Höchstplatzierung | Wochen |
| ------------------------ | ----------------- | ------ |
| Deutschland (GfK)        | 18 (2 Wo.)        | 2      |
| Österreich (Ö3)          | 51 (1 Wo.)        | 1      |
| Schweiz (IFPI)           | 27 (1 Wo.)        | 1      |

### Auszeichnungen für Musikverkäufe
Summer Jam und Summer Jam 2003 wurden weltweit mit einer Goldenen- sowie zwei Platin-Schallplatten ausgezeichnet. Den Schallplattenauszeichnungen zufolge verkaufte sich die Single über 800.000 Mal.
| Land/Region        | Auszeichnungen für Musikverkäufe (Land/Region, Auszeichnung, Verkäufe) | Verkäufe |
| ------------------ | ---------------------------------------------------------------------- | -------- |
| Deutschland (BVMI) | Platin                                                                 | 500.000  |
| Insgesamt          | 1× Platin ·                                                            | 500.000  |

| Land/Region       | Auszeichnungen für Musikverkäufe (Land/Region, Auszeichnung, Verkäufe) | Verkäufe |
| ----------------- | ---------------------------------------------------------------------- | -------- |
| Belgien (BRMA)    | Platin                                                                 | 50.000   |
| Frankreich (SNEP) | Gold                                                                   | 250.000  |
| Insgesamt         | 1× Gold · 1× Platin ·                                                  | 300.000  |

## Coverversionen

### R.I.O.
Entstehung und Veröffentlichung
Summer Jam ist ein Remake des gleichnamigen Liedes des Underdog Projects vom deutschen Dance-Projekt R.I.O., in Zusammenarbeit mit dem US-amerikanischen Sänger und Rapper U-Jean. Das Stück ist die vierte Singleauskopplung aus ihrem dritten Studioalbum Turn This Club Around. Nau abgemischt wurde die Single von Andres Ballinas, Manian, U-Jean und Yanou. Produziert wurde sie von Manian und Yanou. Auf dem Cover der Maxi-Single ist neben dem Künstlernamen und des Liedtitels U-Jean am Strand zu sehen.
Die Erstveröffentlichung von Summer Jam erfolgte am 27. Juli 2012 als Download über die Musiklabels Kontor Records und Zooland Records. Die Veröffentlichung als physische Single folgte am 7. Oktober 2012 in Deutschland, Österreich und der Schweiz. Die Maxi-Single wurde als 2-Track-Single veröffentlicht und beinhaltet neben der Radioversion eine Remixversion des Liedes als B-Seite.
Musikvideo
Das offizielle Musikvideo feierte am 27. Mai 2012, auf dem YouTube-Kanal von Kontor Records, seine Premiere. Es startet mit einer jungen Frau, die mit einem nassen T-Shirt aus dem Wasser eines Schwimmbeckens auftaucht und heraussteigt. Daraufhin wird zu Beginn des Rap-Teiles U-Jean in verschiedenen Szenen gezeigt. Er ist zusammen mit Jugendlichen zu sehen, die in einer Gruppe am Strand, auf Partys oder im Schwimmbecken unterwegs sind. Regie führte George Cifteli. Die Gesamtlänge beträgt 3:06 Minuten. Bis Juli 2025 zählte das Video über 53,1 Millionen Aufrufe bei YouTube.
Rezeption
Der Kritiker Chucky von der Webseite houseblogger.de gab eine positive Bewertung ab und schrieb:
[…]R.I.O. verpassen dem Sommerhit des „Underdog Project“ aus dem Jahr 2000 einen modernen Anschliff, und die Chancen stehen gut, dass wir hier einen neuen Anwärter auf den Titel „Sommerhit 2012“ vor uns haben. Und wer weiß, vielleicht ist er auch bald in den House-Charts anzutreffen.[…]
Chartplatzierungen
Summer Jam erreichte in Deutschland Position sieben der Singlecharts und konnte sich insgesamt vier Wochen in den Top 10 und 20 Wochen in den Charts halten. In Österreich erreichte die Single Position zwei und konnte sich acht Wochen in den Top 10 und 18 Wochen in den Charts platzieren. In der Schweiz erreichte die Single ebenfalls Position zwei und konnte sich sechs Wochen in den Top 10 und 17 Wochen in den Charts halten. Summer Jam platzierte sich in den Jahressinglecharts von 2012 in Deutschland auf Position 75, in Österreich auf Position 41 und in der Schweiz auf Position 49. Für R.I.O. ist es der zehnte Charterfolg in den deutschen Singlecharts, sowie der neunte in Österreich und der achte in der Schweiz. Es ist ihr dritter Top-10-Erfolg in allen D-A-CH-Staaten.
| ChartsChartplatzierungen | Höchstplatzierung | Wochen |
| ------------------------ | ----------------- | ------ |
| Deutschland (GfK)        | 7 (20 Wo.)        | 20     |
| Österreich (Ö3)          | 2 (18 Wo.)        | 18     |
| Schweiz (IFPI)           | 2 (17 Wo.)        | 17     |

| ChartsJahrescharts (2012) | Platzierung |
| ------------------------- | ----------- |
| Deutschland (GfK)         | 75          |
| Österreich (Ö3)           | 41          |
| Schweiz (IFPI)            | 49          |

### Summer Cem
Entstehung und Veröffentlichung
2019 sampelte der deutsche Rapper Summer Cem Summer Jam in seinem nach sich selbst betitelten Lied Summer Cem. Es handelt sich hierbei um eine Kollaboration mit dem deutschen Rapper Luciano, die am 20. September 2019 als Streaming-Single erschien. Summer Cem basiert auf der Melodie zu Summer Jam und beinhaltet einen neu – in deutscher Sprache – gedichteten Liedtext von Patrick Großmann (Luciano) und Cem Toraman (Summer Cem). Die Komposition wurde durch Joshua Allery (Miksu), Laurin Auth (Macloud) und Dominik Patrzek (Deats) neu überarbeitet. Die Single wurde durch Deats, Macloud und Miksu produziert. Das Mastering entstammt unter der Leitung von Yunus „Kingsize“ Cimen. Einen Tag vor der Singleveröffentlichung feierte das dazugehörige Musikvideo auf YouTube seine Premiere. Das Video hat eine Gesamtlänge von 2:47 Minuten und entstand unter der Regie von PLUG. Bis Juli 2025 zählte das Video über 15,1 Millionen Aufrufe bei YouTube.
Inhalt

„Bitch, du weißt, wie ich heiß, ich bin Summer Cem.

Lucio Loco, tu nicht so, als ob du uns nicht erkennst.

Auf dem Film, den ihr fahrt, haben wir das Patent.

Komm, steig ein und wir dreh'n noch ein paar Runden im Benz.“

Kommerzieller Erfolg
Summer Cem erreichte in Deutschland Position sechs der Singlecharts und hielt sich drei Wochen in den Top 10 sowie 13 Wochen in den Top 100. In den deutschsprachigen Singlecharts erreichte die Single Position fünf. In Österreich erreichte Summer Cem ebenfalls Position sechs und hielt sich eine Woche in den Top 10 sowie zehn Wochen in der Hitparade. In der Schweiz erreichte die Single auch den sechsten Rang und hielt sich ebenfalls eine Woche in den Top 10 sowie acht Wochen in den Charts. 2019 belegte die Single Position 92 der deutschen Single-Jahrescharts.
Cem erreichte hiermit zum 37. Mal die deutschen Singlecharts sowie zum 23. Mal die Charts in Österreich und zum 17. Mal die Schweizer Hitparade. Für Luciano stellt Summer Cem den 43. Charterfolg in den deutschen Singlecharts dar sowie der 23. in der Schweiz und der 21. in Österreich.
| ChartsChartplatzierungen | Höchstplatzierung | Wochen |
| ------------------------ | ----------------- | ------ |
| Deutschland (GfK)        | 6 (13 Wo.)        | 13     |
| Österreich (Ö3)          | 6 (10 Wo.)        | 10     |
| Schweiz (IFPI)           | 6 (8 Wo.)         | 8      |

| ChartsJahrescharts (2019) | Platzierung |
| ------------------------- | ----------- |
| Deutschland (GfK)         | 92          |

Auszeichnungen für Musikverkäufe

| Land/Region        | Auszeichnungen für Musikverkäufe (Land/Region, Auszeichnung, Verkäufe) | Verkäufe |
| ------------------ | ---------------------------------------------------------------------- | -------- |
| Deutschland (BVMI) | Gold                                                                   | 200.000  |
| Insgesamt          | 1× Gold ·                                                              | 200.000  |

### Weitere Coverversionen
- 2000: Die Schlümpfe, eine deutsche Kinderversion mit dem Titel Winterzeit für das Album Eiskalt erwischt! – Vol. 12.
- 2008: Jax, eine Singleveröffentlichung des Sängers.[39]
- 2012: Die Schlümpfe, eine niederländische Kinderversion mit dem Titel Zo rood als een tomaat für das Album De Smurfen op vakantie.